# Ділянка барвінку малого (пам'ятка природи)
Діля́нка барві́нку мало́го — ботанічна пам'ятка природи місцевого значення в Україні. Розташована в межах Вижницького району Чернівецької області, на південь від села Мигове. 
Площа 5 га. Статус присвоєно згідно з рішенням облвиконкому від 30.05.1979 року № 198. Перебуває у віданні ДП «Берегометське лісомисливське господарство» (Мигівське л-во, кв. 54, вид. 16, 17). 
Статус присвоєно для збереження частини лісового масиву як резервату барвінку малого — цінної лікарської рослини.